# Phialella quadrata
Phialella quadrata is een hydroïdpoliep uit de familie Phialellidae. De poliep komt uit het geslacht Phialella. Phialella quadrata werd in 1848 voor het eerst wetenschappelijk beschreven door Forbes. 